# It's What You Value
It's What You Value è un brano di George Harrison, pubblicato come sesta traccia (la prima del lato B) del disco Thirty-Three & 1/3 del 1976, con la durata di 5:06. La Dark Horse Records pubblicò una versione ridotta del pezzo su un singolo, con alla seconda facciata Woman Don't You Cry for Me; il 45 giri, avente il numero di serie K 16967, uscì il 31 maggio 1977 con una copertina generica, ma non entrò in classifica. Era il terzo singolo estratto da Thirty-Three & 1/3.